# Кальвиц, Отто Артурович
О́тто Арту́рович Ка́львиц [по другим данным Попов Кальвица или Карлица] (1 декабря 1888 — 7 марта 1930) — советский авиатор, один из первых полярных лётчиков.

## Биография
Родился в 1888 году в г. Йоэнсуу Финляндии, бывшей в то время частью Российской империи.
В 1917 году во время Гражданской войны в Финляндии сражался в рядах «красных» против правительства П. Э. Свинхувуда. После поражения перебрался в Советскую Россию, где был направлен в Школу морских лётчиков, находившуюся в то время в Самаре.
После окончания школы в 1920 году в качестве лётчика участвовал в подавлении Кронштадтского мятежа.
23 марта 1920 года бывший Беломорский ГАО (гидроавиационный отряд) 2-го воздушного дивизиона Воздушной бригады особого назначения (ВБОН), сформированный ещё в 1918 году в Ораниенбауме, был переименован в 7-й ГАО в оперативном подчинении коменданту Шлиссельбургской крепости. В этот отряд и был направлен Кальвиц. На единственном исправном самолёте М-9 за всю кампанию 1920 года Кальвиц налетал всего 10 часов.
В ноябре 1920 года 7-й ГАО был переименован в 4-й ГАО 2-го гидроавиадивизиона Воздушной бригады Балтийского моря и перебазирован в Петроград. Среди красморлётов числился Кальвиц. В начале 1921 года в отряд поступило несколько трофейных самолётов, на которых лётчики выполняли боевые задания, вылетая на разведку и бомбардировку восставшего Кронштадта из Ораниенбаума. Приступил к полётам и Кальвиц.
Вот отзыв о своём боевом товарище красморлётов ораниенбаумского отряда, который вошёл в сборник биографий героев морских авиаторов (автор А. И. Ханов), изданный в 1925 году: «Кальвица Отто Артурович, с 1916 г. подпольщик в Финляндии, товарищи его считали „недюжинным лётчиком“ с жизнью, богатой „приключениями и риском для жизни“. Во время Гражданской войны „хладнокровно, с полным спокойствием“, невзирая на обстрел, он делал своё рискованное дело, сопровождая каждый разрыв снаряда „крепким словечком“, коверкая его неправильным произношением». Награждался ценными подарками.
В октябре 1921 года 4-й ГАО был переименован в 1-й РГАО (разведывательный гидроавиаотряд) Воздушного флота Балтийского моря, который в дальнейшем базировался в Ораниенбауме. В конце 1921 года Кальвиц вместе с 1-м РГАО участвовал в зимней кампании в Карелии против финских националистов. По возвращении из Карелии в Ораниенбауме в марте 1922 года отряду была объявлена благодарность приказом по Морским силам Балтийского моря № 303/29 от 30.03.1922. В 1922 году командовать отрядом, где продолжал служить Кальвиц, назначили Бориса Григорьевича Чухновского. (Журавлёв В. В., Вабищевич Г. Э. В небе Ораниенбаума. — Ломоносов, 2016).
В августе 1925 года в паре с известным полярным летчиком Борисом Чухновским совершает знаменитый перелёт на гидросамолете по маршруту Ленинград — Архангельск — Новая Земля.
К этому времени в 1924 г. Чухновский уже совершил свою первую полярную экспедицию к архипелагу Новая Земля. В 1925 году было решено развить успехи направить в следующую экспедицию 2 самолёта «Юнкерс» Ju-20 из Ораниенбаума. Пилотами были назначены Чухновский и Кальвиц, лётчиком-наблюдателем Н. Н. Родзевич, бортмеханиками О. Д. Саунжак и А. Н. Федукин — все, кроме Чухновского, из состава 1-го РМАО (разведывательного морского авиаотряда) из Ораниенбаума. Общий налёт двух гидросамолётов в навигацию 1925 г. составил 10 часов 5 мин.
В Заполярье отправлялись лучшие авиаторы. Вот что сообщал начальник 1-го РМАО А. В. Цырулёв рапортом от 15.12.1924 на запрос вышестоящего начальства: «Сообщаю, что морлёт Кальвица О. А. летает на самолётах следующих систем: М-5, М-9, М-15, М-20, „Авро“, „Норманн-Гамсун“, „Ферри“, „Шорт“, „Савойя“, „Виккерс-Викинг“, „Ю-20“. Было налётанных часов — 401 ч. 10 мин. После аварии на самолёте „Ферри“ в 1923 г. налётано 150 часов. Почти на всех самолётах производил инструктирование молодых лётчиков. Лётные качества отличные. Изъявляет желание продолжить лётную службу». Вся недолгая жизнь лётчика была подтверждением прекрасных характеристик. (Журавлёв В. В., Вабищевич Г. Э. В небе Ораниенбаума. — Ломоносов, 2016).
7 марта 1930 года совершал полёт по маршруту Иркутский гидропорт - Булун, был застигнут непогодой. При попытке подобрать место для посадки самолёт потерпел крушение вблизи посёлка Сангара-Хая (ныне поселок Сангар, Якутия).

## Катастрофа
7 марта 1930 года на самолёте Юнкерс W-33 (ПС-3[4]) «СССР-176» он выполнял по заказу ОГПУ спецрейс по маршруту Якутск — Сангар — Жиганск — Булун. В районе населённого пункта Сангары внезапно начался снегопад и сильная болтанка. Пилот решил прекратить полёт и подобрал ровную площадку на льду реки Лены.
При заходе на посадку под сильными порывами ветра самолёт потерял устойчивость, нисходящими потоками воздуха был резко брошен вниз, машина перешла в крутое пикирование и при ударе о лед разбилась. Пилот Отто Кальвиц, бортмеханик Франц Леонгардт и служебный пассажир Сергей Карчевский погибли.
Кальвиц похоронен на Иерусалимском кладбище в Иркутске, где ему установлен памятник. Напротив места крушения самолёта также установлен бюст лётчика.

## Память
В городе Якутске в честь Кальвица названа одна из улиц Промышленного округа , в Хангаласском районе Якутии, в г. Покровск названа улица имени Кальвица-Леонгарда , в честь него названо якутское рыбацкое поселение с. Кальвица Кобяйского улуса на реке Лена, вблизи которого и погиб лётчик (расположено на противоположном берегу от посёлка Сангар). Также в честь лётчика назван залив и впадающая в него река на юго-западе Южного острова Новой Земли.
В 1966 году в честь О. А. Кальвица была названа скала в Антарктиде (Земля Королевы Мод, 71°47′ ю.ш., 11°11′ в.д.).